# آلیستر هاردی
آلیستر هاردی (انگلیسی: Alister Hardy; ۱۰ فوریهٔ ۱۸۹۶ – ۲۲ مهٔ ۱۹۸۵) زیست‌شناس دریایی اهل بریتانیا بود.
وی همچنین برندهٔ جوایزی همچون شوالیه و همکار انجمن سلطنتی شده‌است.

## تحصیلات
او از دانش‌آموختگان کالج اکستر، آکسفورد است.